# Friedrich Krüger (Diplomat)
Friedrich Krüger (* 11. Januar 1857 in Kopenhagen; † 30. Juni 1937 in Reinfeld (Holstein)) war ein deutscher Konsul, Geschäftsträger der deutschen Konsulate in Korea und den Philippinen.

## Leben

### Beruflicher Werdegang
Friedrich Krüger wurde als Sohn des hamburgischen Diplomaten Dr. Friedrich Krüger und seiner Ehefrau Elisabeth, geb. Donnenberg, während dessen Amtszeit in Kopenhagen geboren. Die Erziehung im Elternhaus war durch den evangelischen Glauben der Eltern geprägt. Seine Schulzeit absolvierte der Diplomatensohn im Königlichen Wilhelms-Gymnasium Berlin und anschließend in der Klosterschule Ilfeld im Harz. Hier legte er 1877 das Abitur ab. Daraufhin schrieb er sich als Jurastudent an der Universität Tübingen ein, leistete jedoch ab 1877 sein militärisches Pflichtjahr als Einjährig-Freiwilliger. Zum Oktober 1878 wechselte er wieder in den Studienbetrieb zurück und war bis 1880 auch an der Friedrich-Wilhelms-Universität in Berlin eingeschrieben.
Das obligatorischen Referendarexamen legte Krüger im Frühjahr 1881 ab, promovierte im Mai zum Dr. jur. und erhielt daraufhin die Ernennung zum Sekonde-Lieutnant d.R. Von diesem Zeitpunkt an war er im Justizdienst der Hansestadt Hamburg eingesetzt. Sein Assessorenexamen absolvierte er 1884 und war mit Beginn des Jahres 1885 als Rechtsanwalt tätig. In der Zwischenzeit hatte er die Beförderung zum Premier-Lieutnant d.L. erhalten. Nach drei Jahren Anwaltspraxis schlug er, den Traditionen seines Vaters folgend, eine konsularische Berufslaufbahn ein. Zum Sommer 1888 erfolgte seine Einberufung in den Auswärtigen Dienst, den er bis 1890 in verschiedenen Arbeitsbereichen des Auswärtigen Amtes in Berlin absolvierte. Sein erster Auslandseinsatz führte Krüger an die Gesandtschaft in Konstantinopel, wo er fünf Jahre im konsularischen Bereich eingesetzt war. Bereits nach einem Jahr erhielt er hier den Charakter als Vizekonsul und wurde von April 1892 an als 2. Vizekonsul verwendet. Im Sommer 1895 wechselte er nach Bulgarien an das Konsulat in Rustschuk (Russe), wo er ab Juni für zwei Jahre die Geschäfte übernahm. Im Frühjahr 1897 erhielt er dort den Charakter als Konsul und wurde im Sommer als solcher nach Manila versetzt. Während dieser Einsatzzeit wurde Krüger 1903 für mehrere Monate ins Auswärtige Amt zur kommissarischen Beschäftigung geholt.

### Einsatz in China und Korea
Von Berlin aus wurde Krüger im November 1903 nach Hongkong versetzt. Dort übernahm er die Geschäfte des preußischen Konsulats ab Februar 1904. Von hier aus führte er über mehrere Monate das Konsulats in Kanton und wechselte zum November 1906 als Ministerresident nach Seoul. Zu diesem Zeitpunkt hatte bereits Japan die Fremdherrschaft über Korea übernommen und dort ein japanisches Protektorat errichtet. Ab 1906 verfolgte Vizekonsul Gottfried Ney dort den Auftrag, die Ministerresidentur in ein Generalkonsulat umzuwandeln. Das erfolgte im April 1906 in Seoul und ein Jahr später löste Krüger den amtierenden Konsul Ney  ab. Drei Jahre erfolgte während seiner Amtszeit den vollständigen Umbau des Landes in eine japanische Kolonie mit der Bezeichnung Chōsen (japanisch 朝鮮 Chōsen, koreanisch 조선 Chosŏn). Die Aufgaben des deutschen Generalkonsuls in Seoul hatte Krüger bis zum Beginn des Ersten Weltkrieges inne. Damit war er bis 1928 vorerst der letzte deutsche Diplomat in Korea.
Mit dem kriegsbedingten Abbruch der diplomatischen Beziehungen übernahm der US-amerikanische Gesandte in Seoul im August 1914 die Wahrnehmung der deutschen Interessen im Land. Er selbst reiste mit dem Personal des deutschen Generalkonsulats nach Japan und von dort nach Deutschland. In Berlin wurde er ab November 1914 Leiter der Hauptzensurstelle beim Haupttelegrafenamt Berlin. Nach zwei Jahren Amtszeit übernahm der frühere Konsul von Seoul Felix Reinsdorf die Führung der Hauptzensurstelle. Krüger selbst wurde in den zeitweiligen und dann 1923 in den endgültigen Ruhestand versetzt. Er verstarb 1937 im holsteinischen Reinfeld.